# Vicognebos

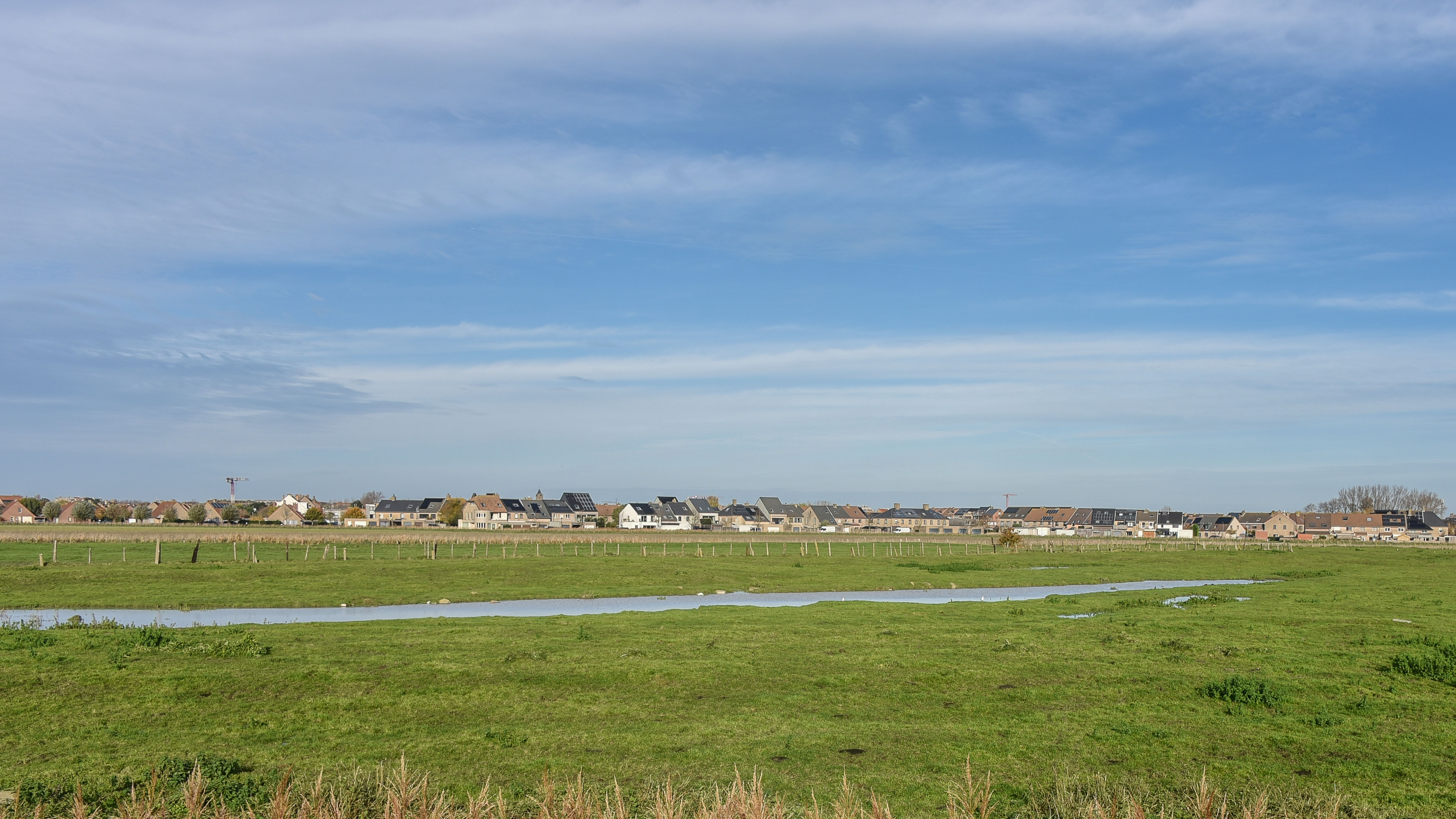
Polderlandschap in het Vicognebos

Het Vicognebos is een natuurgebied in de Belgische gemeente Bredene. Dit gebied is tien hectare groot en wordt beheerd door Natuur en Bos. Het  bestrijkt een open polderlandschap en jong aangeplant bos. Vlakbijgelegen is de Oostendse Spuikom die voor watertoevoer zorgt. Verder is er het Vicognezwin, een restant van een oude tankgracht en de locatie van de vroegere Seenotdienst uit de Eerste Wereldoorlog.

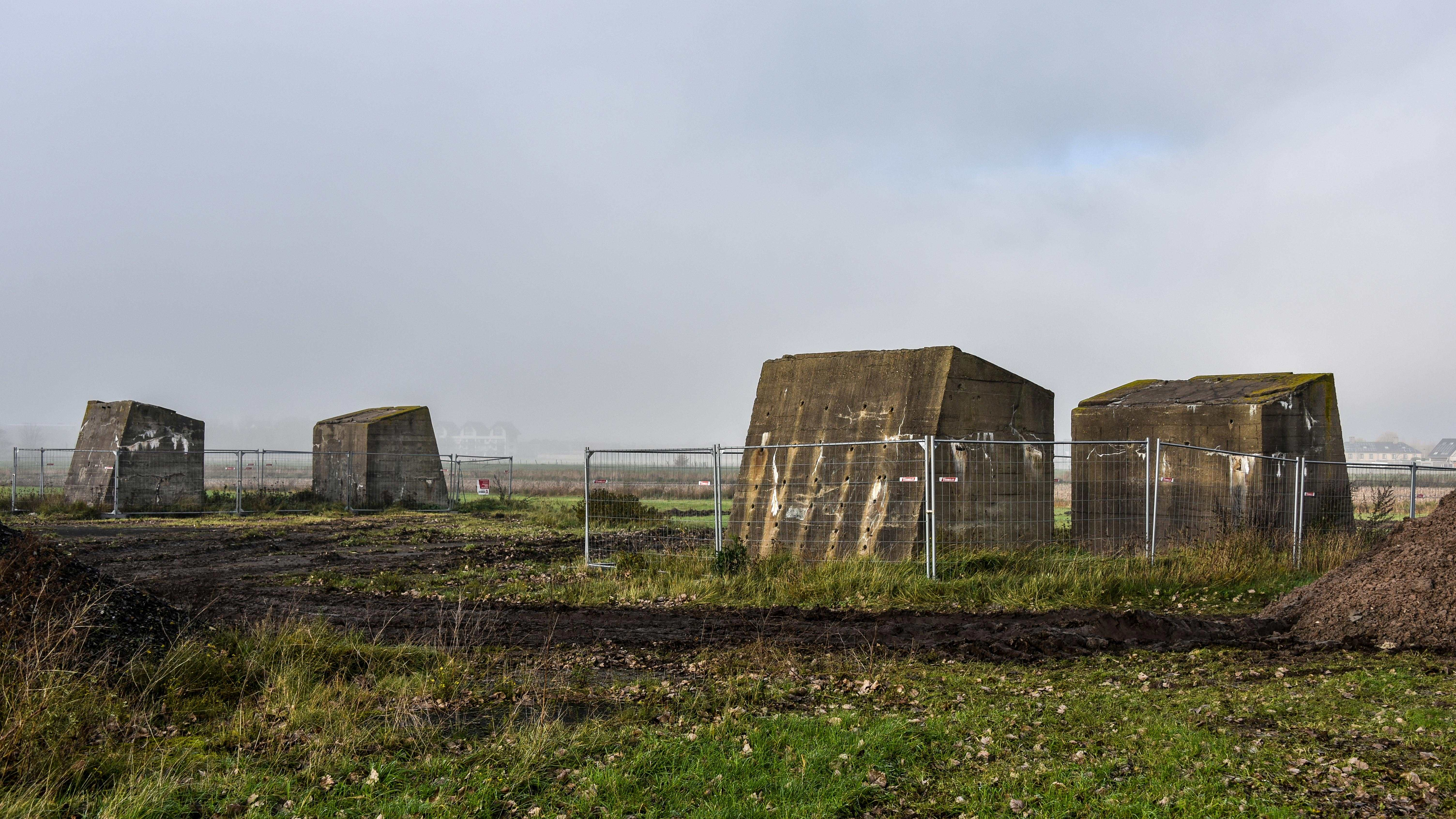
Funderingen van de verdwenen portaalkraan

## Etymologie
Zoals de nabijgelegen Vicognehoeve verwijst de naam naar de abdij van Vicogne in de Franse plaats Raismes bij Valenciennes die hier bezittingen had.

## Oude tankgracht
Deze oorspronkelijk minimaal vijftien meter brede en vier meter diepe gracht met loodrechte wanden uit de Tweede Wereldoorlog moest vanaf de Blauwe Sluis tot de Spuikom lopen. Een restant is nog te zien bij de Polderstraat. Ze werd nooit afgebouwd.

## Seeflugstation Flandern II en Seenotdient
De Spuikom naast het Vicognebos werd tijdens de Eerste Wereldoorlog vanaf 1917 door het Duits leger gebruikt als opstijg- en landingsplaats voor watervliegtuigen. Vanaf de kom liep er een watergeul naar het huidige natuurgebied waar de toestellen naartoe werden gesleept voor onderhoud. Er stonden loodsen en installaties van Seeflugstation Flandern II.   
Tijdens de Tweede Wereldoorlog werd op dezelfde plaats de Seenotdienst opgericht om met watervliegtuigen Duitse neergehaalde piloten in de Noordzee te redden. De vier betonnen blokken die als fundering dienden voor een portaalkraan zijn er nog steeds te zien.  